# قندسينة
قندسينة (الاسم العلمي: Castorina) هي عمارة حيوانية تتبع فصيلة القندسية من رتبة القوارض.

## أجناس
- قندس